# Quasi-Park Narodowy Kongō-Ikoma-Kisen
Quasi-Park Narodowy Kongō-Ikoma-Kisen (jap. 金剛生駒紀泉国定公園 Kongō-Ikoma-Kisen Kokutei Kōen) – quasi-park narodowy w regionie Kinki na Honsiu w Japonii.
Park obejmuje tereny usytuowane w dwóch prefekturach: Osaka oraz Nara, o łącznym obszarze 231,19 km².. Na terenie parku znajdują się m.in.: świątynia buddyjska Chōgosonshi-ji, niezwykły masyw skalny Donzurubō, pozostałości po zamku Iimoriyama. Najwyższe góry to:  Kongō (1 125 m n.p.m.), Yamato-Katsuragi (959), Izumi-Katsuragi (866), Ikoma (642), Iwawaki (897), Mikuni (886), Makio (600 m),  Nijō (517), Takayasu (488), Shigi (437).
Park jest klasyfikowany jako chroniący krajobraz (kategoria V) według IUCN.
Obszar ten został wyznaczony jako quasi-park narodowy 10 kwietnia 1958. Podobnie jak wszystkie quasi-parki narodowe w Japonii, jest zarządzany przez samorząd lokalny prefektury.